# Egilona
Egilona ou Egilo (surnommée Ailo, Aylū(na) et Umm ʿAṣim par les chroniqueurs arabes), née à la fin du VIIe siècle et décédée en 718, est la dernière reine wisigothe d'Espagne, au début du VIIIe siècle.

## Biographie
Femme de Rodéric, dernier roi des Wisigoths (710-711), elle est capturée par les musulmans à Mérida après la bataille de Guadalete (juillet 711), où l'armée de Rodéric fut vaincue par les conquérants arabes commandés par Tariq ibn Ziyad. Le premier gouverneur de la Vandalusia, Abd al-Aziz ibn Musa bin Nusair qui, semble-t-il, serait tombé amoureux de la reine captive, la prend pour femme ou concubine.
Selon Ibn al-Athîr, Egilona eut sur lui la plus grande influence et le poussa à exiger de ses compagnons et de ses sujets qu'ils se prosternassent en se présentant devant lui, selon l'usage suivi chez son premier mari Rodéric. Musa lui rétorqua que ce n'était pas conforme à sa religion mais elle insista tant qu'elle obtint l'ordre qu'elle demandait : on ouvrit donc une porte basse pour donner accès à la salle où il donnait audience, de sorte que tous ceux qui y pénétraient, devant baisser la tête, faisaient comme une prosternation. Alors Egilona dit à Musa : « Maintenant que tu as atteint le rang des rois, il me reste à te faire un diadème avec l'or et les perles que je possède. » Malgré le refus de Musa, elle insista assez pour qu'il y consentît. Quand la chose fut connue, les musulmans se dirent qu'il se faisait chrétien et se rendirent compte de l'incident de la porte ; ils assaillirent le prince et le tuèrent à la fin de l'année 97 de l'hégire (715-716).
La Chronique mozarabe de 754 rapporte que sur le conseil de la reine Egilona, Musa avait tenté de se rendre indépendant. Selon Ibn 'Abd al-Hakam, Musa a été tué parce qu'Egilona « avait fait de lui un chrétien ».
Egilona fut probablement assassinée.

## Egilona dans les arts

### Théâtre
- La Egilona, viuda del rey don Rodrigo (1760), de Candido Maria Trigueros (en)
- La Egilona, viuda del rey don Rodrigo (1785), de Antonio Valladares de Sotomayor (en)
- Egilona (1845), de Gertrudis Gómez de Avellaneda

### Littérature
- Rafik Darragi, Egilona, la dernière reine des Wisigoths, L'Harmattan, 2002 (roman historique).  (ISBN 2296293417).
- Bernard Domeyne, Egilona, princesse franque en terre d'islam, Publibook, 2016.  (ISBN 2342051832).